# Valentine Ackland

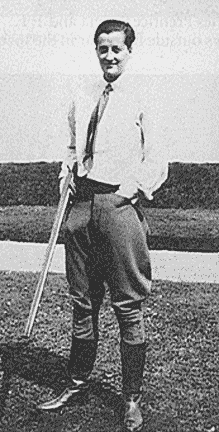
Valentine Ackland, um 1930

Valentine Ackland (* 20. Mai 1906 in London als Mary Kathleen Valentine Ackland; † 9. November 1969 in Maiden Newton) war eine britische Dichterin.

## Leben
Valentine Ackland, innerhalb der Familie Molly gerufen, stammte aus wohlhabenden Verhältnissen und entdeckte bereits als Jugendliche ihre Neigung zum eigenen Geschlecht. Valentine erhielt eine umfassende Ausbildung in einer Klosterschule und heiratete ihren Jugendfreund Richard Turpin. 1924 lernte sie Bo Foster, die ehemalige Sprecherin der Tory-Partei kennen, die Ackland in die Welt der modernen Lyrik einführte und ihre erste feste Beziehung wurde. Ende 1930 lernte Ackland auf einer Veranstaltung durch Nancy Cunard die Schriftstellerin Sylvia Townsend Warner kennen, die beiden gingen eine lesbische, aber nicht monogame Liebesbeziehung ein. Im Jahre 1935 traten Ackland und Townsend Warner der Communist Party of Great Britain bei, sie nahmen an Versammlungen teil, sammelten Spenden und publizierten in linken Zeitungen. Die beiden Frauen reisten nach Madrid und Valencia und berichteten vom Spanischen Bürgerkrieg. 1952 eröffnete sie ihr eigenes Antiquitätengeschäft, das ihr weitaus mehr Erfolg einbrachte als ihre weiteren lyrischen Werke, die erst posthum – Ackland erlag einem Krebsleiden – veröffentlicht wurden.

## Werke
- 1934 Whether a Dove or a Seagull
- 1957 Twenty-Eight Poems
- 1970 Later Poems by Valentine Ackland
- 1973 The Nature of the Moment
- 1978 Further Poems of Valentine Ackland
- 1985 For Sylvia: An Honest Account